# سي جي باركر
جوزيف روبنسون (ولد في 10 أبريل 1989) هو مصارع أمريكي محترف حاليا موقع عقد مع منظمة المصارعة اليابانية نيو جابان برو رسلينق (أن جي بي دبليو NJPW) ويصارع تحت أسمه في الحلبة  جوس روبنسون  (باليابانية: ジュース・ロビンソン، بالروماجي: Jūsu Robinson). وسبق له أن عمل لدبليو دبليو إي، حيث صارع في منظمات التطوير لديهم فلوريدا تشامبيون شيب ريسلنغ ولاحقا أن أكس تي تحت أسمه في الحلبة سي جي باركر.

## مسيرته في مصارعة المحترفين

### دبليو دبليو إي

#### فلوريدا تشامبيون شيب ريسلنغ(2011–2012)
في 2011 وقع عقدا مع الدبليو دبليو أي في عرض FCW , وفي 7 يوليو ضهر أول مرة تحت أسم سي جي باركر وفاز على ليو كريوغير، وبعدها أصبح فريق مع دوني مارلو وفازو ببطولة FCW للفرق ولكنهما خسرا الأحزمة لبراد مادوكس وبريلي بايرس، وأنفصل الفريق بعدها، وفي 26 يناير 2012 خسر باركير لدين امبروز، وبعدها أتحد مع جيسون جوردين ولكنهما خسر لكل من كوري جريفز وجاك كارتير، وفي يونيو أغلقت FCW وحلت NXT محلها، وبعدها أتحد باركر مع نيك روجيرز وخسرو ضد كوري جريفز وجاك كارتير، وبعدها أستخدم باركر كوضيفي (أي مصارع ضعيف جدا) وخسر ضد رومان رينز، وبعدها أتحد مع مارك دالتون وواجهو ذا أسينشين، 

و بعدها أصبح يخسر لمصارعين من العروض الأساسية مثل أنطونيو سيزارو وذا جريت كالي وذا ميز، وبعدها دخل في عدأ مع كزافير وودز وفاز على وودز مرتان، وقد فاز ببطولة FCW للفرق مرتان مرة مع دوني مارلو ومرة مع جيسون جوردين، وفي عام 2012 قامت PWI بتصنيفه في المركز #326 من أصل 500 مصارع.

## البطولات والانجازات
- فلوريدا تشامبيون شيب ريسلنغ
  - بطولة فلوريدا للفرق الزوجية (مرتان) - مع جيسون جوردان (1)، دوني مارلو (1)
- مجلة برو رسلينق أليستريتد
  - تم تصنيفه في المرتبة 139# في قائمة أفضل 500 مصارع لهذا العام (2014)

## روابط خارجية
- سي جي باركر على موقع IMDb (الإنجليزية)
- سي جي باركر على موقع قاعدة بيانات الفيلم (الإنجليزية)
- سي جي باركر على موقع WrestlingData.com (الإنجليزية)
- سي جي باركر على موقع CageMatch worker (الإنجليزية)
- سي جي باركر على موقع قاعدة بيانات المصارعة على الإنترنت (الإنجليزية)
- سي جي باركر على موقع عالم المصارعة على الإنترنت (الإنجليزية)